# Santa Cruz Futebol Clube (Minas Gerais)
O Santa Cruz Futebol Clube foi fundado em 3 de maio de 1951 e teve como seu fundador o Sr. Pasqualine de Souza Lima. E uma equipe amadora de futebol de Belo Horizonte. Tem grande tradição no futebol amador adulto, embora hoje esteja voltada mais para a formação de atletas e disputa de campeonatos das categorias de base.
O Santa Cruz já revelou grandes jogadores do futebol mundial, como Dedê e Evanílson (ambos com passagem no alemão Borussia Dortmund) . No futebol feminino, teve sete jogadoras na seleção brasileira, entre elas Marta, cinco vezes melhor jogadora do mundo; Formiga, a atleta a mais disputar partidas com a seleção; e as  artilheiras Pretinha e Cristiane.

## Títulos

### Categorias amadoras
- Campeão da Copa Itatiaia: 1978/1979, 1980/1981, 1985/1986 e 2001/2002

### Categorias de base
- Campeão Mineiro Infantil Sub-15: 1994

### Futebol feminino
- Campeão Mineiro Feminino: 2014
- Campeão Copa Centenário Wadson Lima: 2002, 2003 e 2010.